# يوهان هاينريش فوس
يوهان هاينريش فوس (بالألمانية: Johann Heinrich Voß )‏ (و. 1751 – 1826 م) هو شاعر، وكاتب، ومترجم، وأستاذ جامعي، وباحث في تاريخ العصور الكلاسيكية، من ألمانيا، وكان عضوًا في الأكاديمية البافارية للعلوم والعلوم الإنسانية، والأكاديمية البروسية للعلوم، توفي في هايدلبرغ، عن عمر يناهز 75 عاماً.

## التعليم
تعلم في جامعة غوتينغن.

## روابط خارجية
- يوهان هاينريش فوس على موقع الموسوعة البريطانية (الإنجليزية)
- يوهان هاينريش فوس على موقع ميوزك برينز (الإنجليزية)
- يوهان هاينريش فوس على موقع ديسكوغز (الإنجليزية)